# Vinício Pereira
Vinício Pereira († 23. März 2007) war ein portugiesischer Sportfunktionär.

## Werdegang
Pereira stammte aus Aveiro. Er war Mitbegründer der Federação Portuguesa de Surf (FPS) sowie der Associação de Surf de Aveiro. Von 1993 bis 1995 war er Präsident der European Surfing Federation.